# Sant'Anastasia al Palatino
Sant'Anastasia al Palatino är en kyrkobyggnad, mindre basilika och titelkyrka i Rom, helgad åt den heliga martyren Anastasia. Kyrkan är belägen vid Piazza di Sant'Anastasia i Rione Campitelli och tillhör församlingen Santa Maria in Portico in Campitelli. Kyrkan tillhör Syro-malabariska katolska kyrkan som är i full kommunion med Romersk-katolska kyrkan.
I kyrkan vördas delar av Jungfru Marias slöja och den helige Josefs mantel.

## Beskrivning
Kyrkan grundades på 300-talet, men har sedan dess genomgått flera genomgripande ombyggnader och restaureringar. Fasaden är ritad av Luigi Arrigucci och uppförd 1636. Interiören hyser bland annat skulpturen Den heliga Anastasia, utförd av Francesco Aprile och fullbordad av Ercole Ferrata.
Den nuvarande kardinalprästen är sedan 2019 Eugenio Dal Corso.

## Bilder
| - Sant'Anastasia. Etsning av Girolamo Francino från år 1588. - Den heliga Anastasia. |